# خطبة علي بن الحسين في الكوفة
خطبة علي بن الحسين في الكوفة وهي خطبة ألقها علي بن الحسين بن علي بن أبي طالب في أهل الكوفة بعد معركة كربلاء وبعدما سيق نساء أهل بيت الحسين وصبيانهم ومرضیهم سبايا إلى الكوفة حيث مقر عبيد الله بن زياد وواليها من قبل بني أمية، وقد خرج الناس للنظر إليهم. ورأى‌ علي بن الحسين أهل الكوفة يضجّون ويبكون، وفي عنقه الجامعة ويده مغلولة إلى عنقه، فخاطبهم قائلًا: «أتنوحون وتبكون من أجلنا!؟ فمن قتلنا!؟»» ووقف علي بن الحسين أمام الحشود الكثيرة في الكوفة وخطبهم.
تشتمل هذه الخطبة على الحمد والثناء لله وتعريف علي بن الحسين نفسه للناس وتذكيرهم برسول الله والإسلام والقرآن، وعلاقة أهل البيت بالنبي وذكر نَسَبه الذي ينتمي إلی آل البيت وبعض مصائب الحسين، وإدانة أهل الكوفة على تخاذلهم وغدرهم ونقضهم العهود والمواثيق والبيعة.

## خلفية
بعد استشهاد الحسين بن علي وأولاده ورجال أهل بيته وأصحابه في معركة كربلاء، أعلن عمر بن سعد القائد الأموي لجيش الكوفة النصر العسكري على جيش الحسين، فبدأ جنوده اقتحام الخيم القليلة المنصوبة للنساء والاطفال وحرقها، وساقوا النساء والصبيان والمرضى سبايا إلى الكوفة حيث مقر عبيدالله بن زياد، وواليها من قبل بني أمية. فلما قاربوا الكوفة إجتمع أهلها للنظر إليهن. فجعل أهل الكوفة ينوحون ويبكون. فقال علي بن الحسين: تنوحون وتبكون من أجلنا؟ فمن ذا الذي قتلنا؟ وقد أومأت زينب بنت علي إلى الناس أن اسكتوا وألقَت خطبة بليغة عليهم. وروى أنّ فاطمة بنت الحسين بن علي وأم كلثوم بنت علي خطبتا بعد أن وردتا من كربلاء ضمن السبايا في ذلك اليوم. ثم إن علي بن الحسين زين العابدين أومأ إلى الناس أن اسكتوا فسكتوا، فقام بإلقاء خطبته المعروفة في أهل الكوفة.

## مواضيع الخطبة
تضمنت هذه الخطبة الإشارة إلى : 
- الحمد والثناء لله
- تعريف علي بن الحسين نفسه للناس
- تذكيرهم برسول الله والإسلام والقرآن، وعلاقة أهل البيت بالنبي
- ذكر نَسَبه الذي ينتمي إلی آل البيت
- ذكر بعض مصائب الحسين
- إدانة أهل الكوفة على تخاذلهم وغدرهم ونقضهم العهود والمواثيق والبيعة.[3]

## تفاصيل الخطبة
وجيء بعلي الحسين على بعير ضالع، والجامعة في عنقه، ويداه مغلولتان إلى عنقه، وأوداجه تخشب دماً فكان يقول:
وخرج إلى الناس وأومأ إليهم أن اسكتوا، فسكتوا وهو قائم، فحمد الله وأثنى عليه وصلى على نبيه ثم قال في بداية الخطبة: «أيها الناس ، من عرفني فقد عرفني، ومن لم يعرفني فأنا علي بن الحسين بن علي أبي طالب أنا ابن من انتهكت حرمته، وسلبت نعمته، وانتهب ماله، وسبي عياله أنا ابن المذبوح بشط الفرات من غير ذحل ولا ترات أنا ابن من قتل صبراً، وكفى بذلك فخراً.»
وتابع بهذه الکلمات: «أيها الناس، ناشدتكم الله هل تعلمون أنكم كتبتم إلى أبي وخدعتموه، وأعطيتموه من أنفسكم العهود والمواثيق والبيعة، وقاتلتموه فتبّاً لما قدمتم لأنفسكم وسوأة لرأيكم، بأية عين تنظرون إلى رسول الله  إذ يقول لكم: قتلتم عترتي، وانتهكتم حرمتي، فلستم من أمتي ...
رحم الله امرأً قبل نصيحتي، وحفظ وصيتي في الله وفي رسوله وفي أهل بيته، فإن لنا في رسول الله  أسوة حسنة.»
فصمتوا وهم يستمعون إلى هذا القول ثم قالوا: «نحن يا بن رسول الله، سامعون مطيعون حافظون لذمامك، غير زاهدين فيك، ولا راغبين عنك، فمرنا بأمرك يرحمك الله، فأنا حرب لحربك، وسلم لسلمك، نبرأ ممن ظلمك وظلمنا».
فأجابهم الإمام علي السجاد: «هيهات، هيهات، أيها الغدرة المكرة، حيل بينكم وبين شهوات أنفسكم، أتريدون أن تأتوا إلي كما أتيتم إلى أبي من قبل، كلا ورب الراقصات، فإن الجرح لما يندمل قتل أبي بالأمس وأهل بيته، ولم ينس ثكل رسول الله  وثكل أبي، وبني أبي إن وجده والله بين لهاتي، ومرارته بين حناجري وحلقي، وغصص تجري في فراش صدري».

## دلالات الخطبة
كشفت خطبة علي بن الحسين السجاد في الكوفة عن أمور، أهمها:
1. إنّها ساهمت في كشف الحقائق التي حاول بنو أمية سترها وأخطرها التقليل من أهمية العلاقة الرسالية والرحمية لهؤلاء السبايا برسول الله ولذلك كان التأكيد على قول «من عرفني فقد عرفني، ومن لم يعرفني فأنا ...».
2. شرح الوقائع التي وقعت في العاشر من محرم الحرام، وكان محورها قتل الحسين وأهل بيته وأصحابه وهتك حرمة النبي.
3. الإدانة الواضحة للذين دعوا الحسين إلى العراق وتخلوا عنه وحاربوه، ووصمهم بالغدر والمكر والخيانة.[1]